# Ocean City (Nova Jersey)
Ocean City és una població dels Estats Units a l'estat de Nova Jersey. Segons el cens del 2006 tenia 15.124 habitants.

## Demografia
Segons el cens del 2000, Ocean City tenia 15.378 habitants, 7.464 habitatges, i 4.008 famílies. La densitat de població era de 858 habitants/km².
Dels 7.464 habitatges en un 16,9% hi vivien nens de menys de 18 anys, en un 41,9% hi vivien parelles casades, en un 9,2% dones solteres, i en un 46,3% no eren unitats familiars. En el 40,4% dels habitatges hi vivien persones soles el 17,7% de les quals corresponia a persones de 65 anys o més que vivien soles. El nombre mitjà de persones vivint en cada habitatge era de 2,02 i el nombre mitjà de persones que vivien en cada família era de 2,71.
Per edats la població es repartia de la següent manera: un 16,4% tenia menys de 18 anys, un 5,6% entre 18 i 24, un 23,8% entre 25 i 44, un 28,3% de 45 a 60 i un 25,9% 65 anys o més.
L'edat mediana era de 48 anys. Per cada 100 dones de 18 o més anys hi havia 82,8 homes.
La renda mediana per habitatge era de 44.158 $ i la renda mediana per família de 61.731 $. Els homes tenien una renda mediana de 42.224 $ mentre que les dones 31.282 $. La renda per capita de la població era de 33.217 $. Aproximadament el 4,3% de les famílies i el 6,8% de la població estaven per davall del llindar de pobresa.

## Poblacions més properes
El següent diagrama mostra les poblacions més properes.